# I racconti del Pizzaplex
I racconti del Pizzaplex (Tales from the Pizzaplex) è la seconda serie antologica di romanzi horror della saga Five Nights at Freddy's. I libri sono scritti da Scott Cawthon con vari autori e pubblicati da Scholastic Inc. Il primo volume è stato pubblicato il 19 luglio 2022. La serie ha iniziato la sua pubblicazione in Italia a febbraio 2024, da parte della casa editrice Il Castoro con la traduzione di Rachele Salerno.

## Struttura
Come la serie precedente, Gli incubi del Fazbear, ogni libro contiene tre racconti autoconclusivi e un epilogo, con un totale di ventiquattro storie che si estendono attraverso otto puntate. La serie è incentrata intorno personaggi, luoghi ed altri elementi del videogioco Five Nights at Freddy's: Security Breach.

## Elenco dei libri
- I racconti del Pizzaplex #1: Il gioco di Lally (Tales from the Pizzaplex #1: Lally's Game), pubblicato in Italia nel 2024
- I racconti del Pizzaplex #2: Nessuno è al sicuro (Tales from the Pizzaplex #2: HAPPS), pubblicato in Italia nel 2024
- I racconti del Pizzaplex #3: Somnifobia (Tales from the Pizzaplex #3: Somniphobia), pubblicato in Italia nel 2025
- Tales from the Pizzaplex #4: Submechanophobia
- Tales from the Pizzaplex #5: The Bobbiedots Conclusion
- Tales from the Pizzaplex #6: Nexie
- Tales from the Pizzaplex #7: Tiger Rock
- Tales from the Pizzaplex #8: B7-2

## Racconti

### I racconti del Pizzaplex #1

#### Fragilità
Jessica conduce una vita parallela nell'ala pediatrica dell'ospedale all'insaputa dei suoi amici e colleghi.
Antagonista: nessuno

#### Il gioco di Lally
Selena si insospettisce del marito, cercando di scoprire perché le nasconda alcuni dei suoi ricordi del passato.
Antagonista: Lally

#### In costruzione
Maya decide di esplorare un'area vietata del Mega Pizzaplex.
Antagonista: Persone di Gelatina

### I racconti del Pizzaplex #2

#### Nessuno è al sicuro
Il programmatore di videogiochi Steve accetta un lavoro in quell'ambito, ma non tutto è come sembra.
Antagonisti: Famiglia Snodgrass

#### Happs
Aiden e Jace decidono di spaventare dei ragazzini all'interno del labirinto del Mega Pizzaplex.
Antagonisti: Happs

#### B-7
Billy vuole diventare a tutti costi un animatrone per raggiungere finalmente la "perfezione".
Antagonisti: B-7

### I racconti del Pizzaplex #3

#### Somniphobia
Dopo aver comprato una sfera al Mega Pizzaplex, Sam riesce a mettersi in contatto con il padre defunto 10 anni prima.
Antagonisti: Ologramma di Moondrop

#### Pressione
Luca, dopo aver indossato una tuta al Pizzaplex, comincia a comportarsi come se qualcosa lo controllasse.
Antagonisti: Cosplay di Springtrap

#### Cleithrophobia
La paura di Grady di rimanere intrappolato non rende per niente facile il suo lavoro di tecnico al Mega Pizzaplex. 
Antagonisti: Ballora (Pizzaplex)

### I racconti del Pizzaplex #4

#### Submechanophobia
Caden scopre un’orrenda verità celata al Freddy’s Fantasy Water Park
Antagonisti: Animatroni del Parco acquatico, Manuel

#### Animatronic Apocalypse
Robbie percepisce nel profondo che le menti dei membri del Fazbear Fan Club siano controllate da qualcosa.
Antagonista: Mr. Renner

#### Bobbiedots, Part 1
Nella Fazplex Tower  Abe non riesce a scrollarsi il pensiero che le sue Bobbiedots le stiano nascondendo qualcosa
Antagonisti: Bobbiedots

### I racconti del Pizzaplex #5

#### GGY
Un ragazzino manomette la sicurezza al Mega Pizzaplex e quando viene scoperto sono guai seri
Antagonisti: Gregory

#### Bobbiedots, Part 2
Mentre è alla ricerca delle Bobbiedots di prima generazione, Abe comincia a pensare che non avrebbe mai dovuto trasferirsi.
Antagonisti: Bobbiedots

### I racconti del Pizzaplex #6

#### The Mimic
Edwin dopo la perdita improvvisa di sua moglie e la nascita di suo figlio, decide di costruire un endoscheletro per intrattenere suo figlio non sapendo che ben presto acquisirà una stupefacente intelligenza e inizierà a copiare i comportamenti violenti dell'uomo.
Antagonista: Il Mimic

### I racconti del Pizzaplex #7

#### Tiger Rock
Dopo una sessione allo stand VR del Mega Pizzaplex, Kai non riesce a scrollarsi di dosso la sensazione che la tigre animatronica sia in qualche modo rimasta con lui.
Antagonista: Il Mimic

### I racconti del Pizzaplex #8

#### B7-2
Una strana entità perseguita Billy e vuole unirsi a lui contro la sua volontà.
Antagonisti: B-7